# Eckstädter Torturm

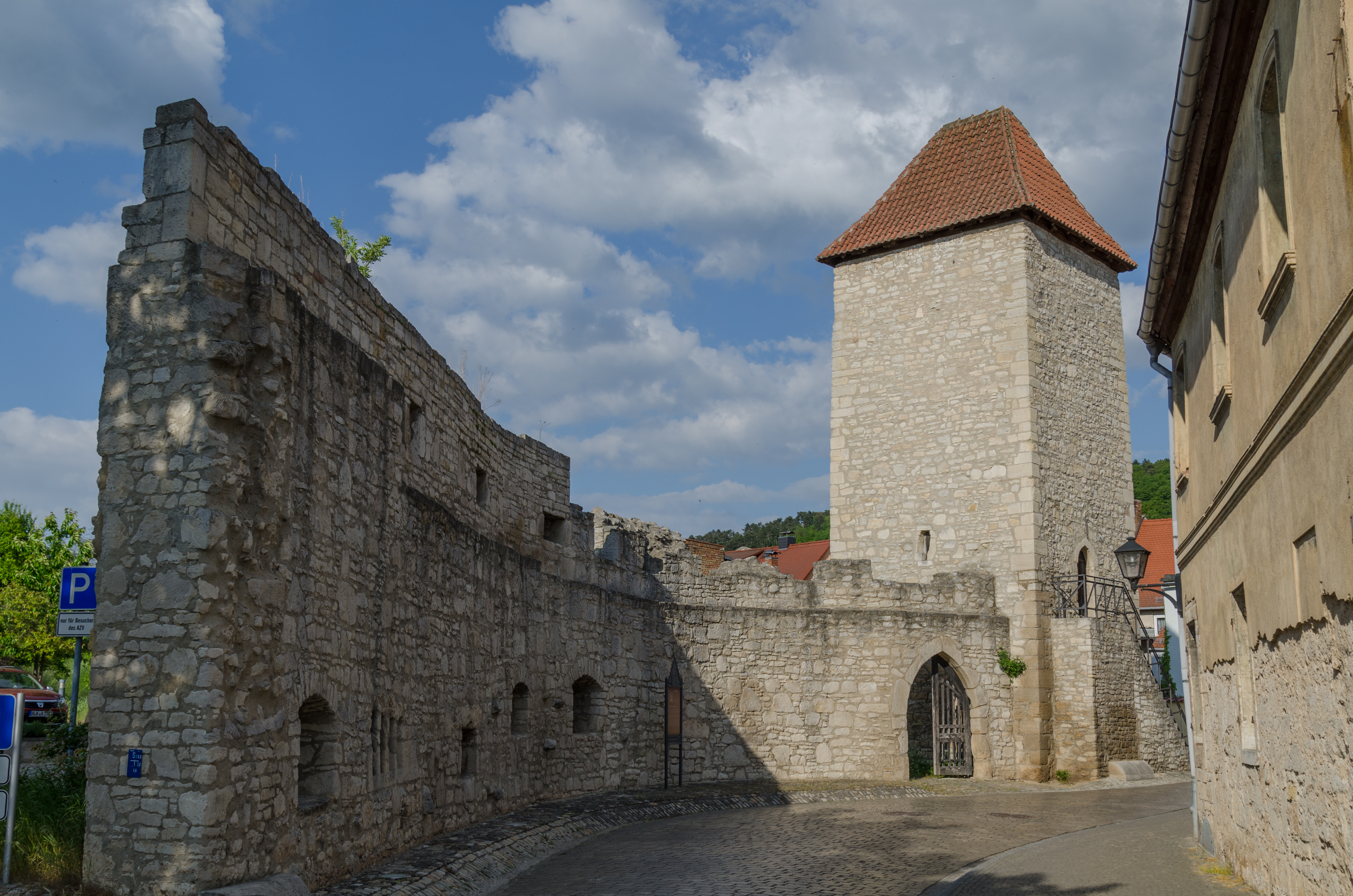
Eckstädter Tor Freyburg

Der Eckstädter Torturm ist ein zur historischen Stadtbefestigung gehörender Stadttorturm in der Stadt Freyburg (Unstrut) im Burgenlandkreis in Sachsen-Anhalt.

## Lage und Name
Der Torturm steht im Westen der Altstadt von Freyburg am Übergang zur Eckstädter Vorstadt.

## Geschichte
Freyburg ist eine durch die Landgrafen von Thüringen angelegte Planstadt, die um 1200 entstand, im Jahr 1229 oppidum und im Jahr 1292 civitas genannt wird. Das Alter der Stadtmauer Freyburgs ist nicht endgültig geklärt, zumal ein Stadtrat erst im Jahr 1410 erwähnt wird und das Rathaus erst 1425 nachweisbar ist. Aufgrund der relativ geschützten Lage unterhalb der Neuenburg und in einer Verbreiterung des Unstruttals gab es vermutlich zunächst nur eine Palisadenbefestigung, denn auch der einzige erhaltene Torturm – der das Eckstädter Tores – stammt erst aus dem Jahr 1385.

## Gestalt
Den annähernd quadratischen Bruchsteinturm bekrönt ein Sattelwalmdach. An der Westseite befindet sich ein Mauerabschnitt mit gotischem Torbogen, an der Südseite des Turmes führt eine Treppe zum Eingang hinauf. Die östliche Stadtseite des Turmes prägen quadratische und rechteckige Fensteröffnungen, zudem befindet sich dort ebenerdig ein weiterer Eingang. Die Nordseite weist keine Fenster auf, auch die Westseite des Turmes besitzt nur eine Fensteröffnung, die zudem recht tief sitzt. Im Mauerwerk lassen sich aber ehemalige Schießscharten erahnen, die später vermauert wurden. 
Erhalten ist nicht nur der Torturm selbst, sondern auch die Barbakane im Südwesten. Diese vorgelagerte Bastion ist insbesondere auf der Stadtansicht von Wilhelm Dilich aus der Zeit um 1750 gut zu erkennen, auf der das Tor Heckstättisch thor genannt wird. Sie ist vermutlich jünger als der Turm selbst und baugeschichtlich ins mittlere 15. Jahrhundert zu datieren. Diese Datierung würde auch gut dazu passen, dass in jener Zeit auch das Obertor zusätzlich befestigt wurde. Dazu kommt, dass Freyburg im Sächsischen Bruderkrieg im Jahr 1447 zwei Wochen lang erfolglos durch den sächsischen Kurfürsten Friedrich II. belagert wurde, sowie dass zeitgleich auch die Stadttore der benachbarten Städte mit Barbakanen befestigt wurden (Marientor (Naumburg) 1446, Obertor Laucha).

## Nutzung
Die nördlich Mauer der Barbakane begleitet bis heute die Straße, die aus der Stadt hinausführt. Die südliche Mauer wurde in dort erbaute Häuser mit einbezogen. Das Außentor wurde vermutlich im Jahr 1835 beseitigt, Fundamente wurden im Jahr 1992 entdeckt. Das Tor gilt als eines der Wahrzeichen der Stadt. Gelegentlich sind Besichtigungen möglich. Das Tor steht zusammen mit der ganzen Stadtmauer als Baudenkmal unter Denkmalschutz und ist im Denkmalverzeichnis mit der Nummer 094 83402 erfasst.